# Racopilum plicatum
Racopilum plicatum är en bladmossart som beskrevs av Ferdinand François Gabriel Renauld och Cardot in Renauld 1891. Racopilum plicatum ingår i släktet Racopilum och familjen Racopilaceae. Inga underarter finns listade i Catalogue of Life.